# Zonitis xanthochroa
Zonitis xanthochroa es una especie de coleóptero de la familia Meloidae.

## Distribución geográfica
Habita en México y Guatemala.